# Bailamos 2000
『Bailamos 2000』（バイラモス・2000）は、西城秀樹のライブ・アルバム。2000年11月22日にポリドールから発売された。

## 内容
- デビュー以来80枚目となるシングル「Bailamos 〜Tonight we dance〜」の発売記念も兼ねて、2000年3月31日に東京・新宿厚生年金会館において開催されたコンサートの模様が収録されている。
- 付録として、特典映像が最後に3曲分収録されている。

## 収録曲
1. INTRODUCTION
2. Vamos A Bailar
作詞・作曲:Joseph.Jacques.Baliardo Victor.Maurice.Baliardo Antoine.Tonino.Baliardo
3. Sunshine Day
作詞・作曲:Sol.Amaarfio Teddy.Osei Mac.Tontoh
4. Black Magic Woman
作詞・作曲:Alan.Peter.Green
5. Bailamos 〜Tonight we dance〜
作詞・作曲:Paul.Barry Mark.Taylor 日本語詞:根津洋子 編曲:門倉聡

TALK:1
1. YOUNG MAN (Y.M.C.A.)
作詞・作曲:J.Morali V.Willis H.Belolo 訳詞：あまがいりゅうじ 編曲:大谷和夫
2. 情熱の嵐
作詞:たかたかし 作曲:鈴木邦彦 編曲:馬飼野康二
3. ジェラシー
作詞:森田由美 作曲・編曲:後藤次利
  - シングル『抱きしめてジルバ -Careless Whisper-』C/W収録曲
4. 悲しき友情
作詞:山川啓介 作曲:筒美京平 編曲:水谷公生
5. ジプシー
作詞:森雪之丞 作曲:鈴木キサブロー 編曲:船山基紀

TALK:2
1. 最後の愛
作詞:安部純 作曲:平義隆 編曲:武藤星児
2. ラストシーン
作詞:阿久悠 作曲・編曲:三木たかし
3. 眠れぬ夜
作詞・作曲:小田和正 編曲:船山基紀
4. 愛の十字架
作詞:たかたかし 作曲:鈴木邦彦 編曲:馬飼野康二
5. サンタマリアの祈り
作詞:なかにし礼 作曲:川口真 編曲:服部克久

TALK:3
1. ギャランドゥ
作詞・作曲:もんたよしのり 編曲:大谷和夫
2. 激しい恋
作詞:安井かずみ 作曲・編曲:馬飼野康二
3. ブーメランストリート
作詞:阿久悠 作曲:三木たかし 編曲:萩田光雄
4. 傷だらけのローラ
作詞:さいとう大三 作曲・編曲:馬飼野康二
5. いくつもの星が流れ
作詞・作曲:文田博資 編曲:芳野藤丸

TALK:4
1. Bailamos- Tonight we dance -
2. Rain of Dream 夢の罪
作詞:松本一起 作曲:沢村拓二 編曲:難波弘之
3. ナイトゲーム
作詞・作曲:E.Hamilton 編曲:前田憲男 訳詞:山本伊織
4. ENDING

CLIPS   （特典映像）
1. Bailamos- Tonight we dance -
2. Love Torture
作詞:m.c.A・T 作曲・編曲:AKIO TOGASHI
3. 時のきざはし
作詞・作曲:Я・K 編曲:大島ミチル

## 著作
- 制作：ポリドール
- 発売元：ユニバーサルミュージック
- 販売元：ビクターエンタテインメント

## 『Bailamos 2000』スタジオ・アルバム盤

### 内容
- 「Bailamos 〜Tonight we dance〜」と過去のヒット曲をリミックスした作品を収録した、同名のミニ・アルバムも2000年3月29日に発売されている。
- 西城自身のプロデュースによる作品（CD）である。
- 2013年3月6日に再発売された[1]。

### 収録曲
1. Bailamos 〜Tonight we dance〜（SINGLE VERSION）
作詞・作曲:Paul.Barry Mark.Taylor 日本語詞:根津洋子 編曲:門倉聡
2. Bailamos 〜Tonight we dance〜（HIDEKI Y2K R&G MIX）
Remixed By HIDEKI SAIJO & MASAYA WADA
3. Bailamos- Tonight we dance -　（HOT SUMMER MIX）
Remixed & Additional Production By TOMOKI HIRATA
4. YOUNG MAN (Y.M.C.A.) （BOOMY CLUB MIX）
作詞・作曲:J.Morali V.Willis H.Belolo 訳詞：あまがいりゅうじ 編曲:大谷和夫
Remixed By MASAYA WADA
5. ギャランドゥ （ORIENTA-RHYTHYM BANQUET）
作詞・作曲:もんたよしのり 編曲:大谷和夫
Remixed By ORIENTA-RHYTHM
6. ブーツをぬいで朝食を （FIRST TIME MIX）
  - 作詞:阿久悠 作曲:大野克夫 編曲:萩田光雄

Remixed By MASAYA WADA
7. 傷だらけのローラ （PANDART SASANOOOHA MIX）
作詞:さいとう大三 作曲・編曲:馬飼野康二
Remixed By PANDART SASANOOOHA